# カーニョ
カーニョ（伊: Cagno）は、イタリア共和国ロンバルディア州コモ県ソルビアーテ・コン・カーニョに属する分離集落（フラツィオーネ）。
かつては独立したコムーネであったが、2019年1月1日にソルビアーテと合併して新自治体の一部となった。

## 地理

### 位置・広がり
コモ県南西部に位置する。県都コモから西へ13kmの距離にある。

#### 隣接コムーネ
コムーネとしてのカーニョは、以下のコムーネと隣接していた。括弧内のVAはヴァレーゼ県所属を示す。
- アルビオーロ
- カンテッロ (VA)
- マルナーテ (Malnate) (VA)
- ローデロ
- ソルビアーテ
- ヴァルモレーア